# Olivier Maurelli
Olivier Maurelli (* 22. Juli 1970) ist ein ehemaliger französischer Handballspieler. Als Fitnesstrainer betreut er die französische Männer-Handballnationalmannschaft.

## Spielerlaufbahn

### Verein
Olivier Maurelli lernte das Handballspielen in seiner Heimatstadt bei AS BTP Nice und SMUC Marseille Vitrolles. Ab 1989 lief er für den neugegründeten Verein OM Vitrolles in der Division 1. Mit Vitrolles gewann der linke Rückraumspieler 1993 die Coupe de France und den Europapokal der Pokalsieger. Anschließend wechselte er zum Girondins de Bordeaux HBC, für den er in der Saison 1994/95 mit 181 Toren Torschützenkönig der ersten Liga wurde. Im Sommer 1995 nahm ihn der französische Meister Montpellier Handball unter Vertrag. Nach nur einer Spielzeit kehrte er für ein Jahr nach Bordeaux zurück. 1997 verpflichtete ihn der Meister US Ivry HB. Bereits nach einer Saison zog er weiter zu USAM Nîmes Gard, wo er bis zum Sommer 2000 spielte. Nach zwei Jahren bei Istres Sports beendete er seine Laufbahn aufgrund von Verletzungen. Zwischen 2004 und 2006 kehrte er für vier Spiele auf das Feld zurück.

### Nationalmannschaft
In der französischen Nationalmannschaft debütierte Maurelli im Jahr 1994. Mit Frankreich nahm er am Supercup 1995 in Deutschland und am World Cup 1996 in Schweden teil. Insgesamt bestritt er 50 Länderspiele.

## Fitnesstrainer
Olivier Maurelli studierte an der Universität Montpellier. 2006 schloss er sein Masterstudium ab, 2018 promovierte er in Sportwissenschaften.
Er arbeitete von 2004 bis 2012 für den französischen Karateverband, von 2009 bis 2013 für den Fußballverein AC Arles-Avignon, von 2006 bis 2017 für Montpellier Handball, von 2018 bis 2019 für das Radsportteam AG2R Citroën Team, seit 2013 für den französischen Volleyballverband und seit 2020 für die französische Männer-Handballnationalmannschaft.